# 捨てネズミ
『捨てネズミ』(The Milky Waif、1946年5月18日公開)は、「トムとジェリー」の作品の一つ。日本においてはパブリックドメインである。

## スタッフ
- 監督 - ウィリアム・ハンナ、ジョセフ・バーベラ
- 製作 - フレッド・クインビー（初公開版ではクレジット無し）
- 作画 - ケネス・ミューズ、エド・バージ、マイケル・ラー、レイ・パターソン（クレジット無し）、アーヴン・スペンス（クレジット無し）
- 音楽 - スコット・ブラッドリー

## 作品内容
物音に目を覚ましたジェリー。家の玄関の前には一枚の置き手紙と共に子ネズミが捨てられていた。
| 「 | いつもお腹を空かせている幼いニブルスのお世話をお願いします。 追伸：ミルクをたくさん飲ませてやってください。 | 」 |

かわいそうに思ったジェリーはトムのミルクを貰いにいくがトムは一滴も渡したくない様子。さらに、幼さ故にネコを全く恐れないニブルスの突拍子もない行動にジェリーは肝を冷やされる。こうしてトムvsジェリー＋ニブルスのミルクを巡った戦いが繰り広げられる。
そのうちにジェリーを瓶に監禁したトムは孤立したニブルスを追い詰め、お尻をハエ叩きで打ってしまう。これを見たジェリーは瓶を突き破って脱出するが、ニブルスのお尻は真っ赤に腫れ上がっていた。ついに怒りが爆発したジェリーは怪獣のような咆哮を上げるとともにトムを恐怖させ、今までにない力でトムのしっぽを掴み、ぶちのめしてしまう。
ジェリーに完膚なきまでに叩きのめされたトムは降参。ジェリー監視下でニブルスへミルクを与える「看護婦」にさせられてしまった。
ジェリーが勝利する回が大半の「トムとジェリー」だが、一方的に理不尽かつスパイクやお手伝いさんのような第三者による誤解を巻き込んだ形の勝利が目立つ中、真っ向から正当な理由で直接成敗したという、非常に珍しい作品である。

## 登場キャラクター
トム
自分のミルクをジェリーとニブルスに横取りされたことに憤慨し、彼らを追いかける。ジェリーを瓶の中へ監禁後、ニブルスをハエ叩きで追い回すが、その行き過ぎた行為に激怒したジェリーからボコボコにされ、ニブルスにミルクを与えさせられた。
ジェリー
捨てられていたニブルスの世話をする。ミルクを巡ったトムとの追いかけっこを続けるうちに瓶の中へ閉じ込められるが、ニブルスがトムにハエ叩きでぶたれたのを見ると渾身の力で脱出し、ニブルスをいじめたトムに激怒。怒りに任せてトムを懲らしめる。最後はいじめた罰としてトムにニブルスへミルクを与えさせた。
ニブルス
ジェリー宅の前に捨てられた幼いネズミ。常に空腹状態につきジェリーからミルクを与えられる。だが自身のミルクを横取りされたことに憤慨したトムにいじめられ、ジェリーに助けられつつトムの攻撃から必死に逃れる。最後はジェリーに懲らしめられたトムよりミルクを与えられた。

## 備考
- 本作はニブルスの初登場話である。
- ジェリーとニブルスが黒人に変装してトムから逃れる場面はDVD版ではカットされている。1965年頃にアメリカのCBSで放送された時は「ジェリーとニブルスが棚に隠れる」シーンの途中で「ニブルスの変装がバレてトムが追いかける」シーンに飛んだ(ニブルスが逃げる部分はカット)。ジェリーがフライパンを使ってトムを衝突させる部分もニブルスが逃げてくるシーンのみカットされた。